# Унбисептий
| 127              | Унбисептий |
| Ubs—             |            |
| [Og]5g36f28s28p2 |            |

Унбисептий (лат. Unbiseptium, Ubs) — временное систематическое название гипотетического химического элемента в Периодической системе Д. И. Менделеева с временным обозначением Ubs и атомным номером 127.
Пока существование данного химического элемента не подтверждено исследовательской группой и IUPAC не определил таковому окончательное имя. Элемент 127 представляет интерес, потому что он является частью гипотетического острова стабильности.
Первая и единственная попытка синтеза элемента 127, которая оказалась неудачной, была предпринята в 1978 году на ускорителе UNILAC в Центре Гельмгольца GSI, где мишень из тантала бомбардировали ионами ксенона-136.